# NGC 2191
NGC 2191 este o galaxie lenticulară situată în constelația Carena. A fost descoperită în 9 ianuarie 1837 de către John Herschel. Se află la o distanță de 41,3 de megaparseci de Pământ.